# Sinonatrix percarinata
Sinonatrix percarinata е вид змия от семейство Смокообразни (Colubridae).

## Разпространение
Видът е разпространен във Виетнам, Китай, Лаос, Мианмар, Провинции в КНР, Тайван и Тайланд.